# Mikromacierz DNA
MikromacierzDNA, chip DNA – płytka szklana lub plastikowa z naniesionymi w regularnych pozycjach mikroskopowej wielkości polami (ang. spots), zawierającymi różniące się od siebie sekwencją fragmenty DNA. Fragmenty te są sondami, które wykrywają przez hybrydyzację komplementarne do siebie cząsteczki DNA lub RNA.

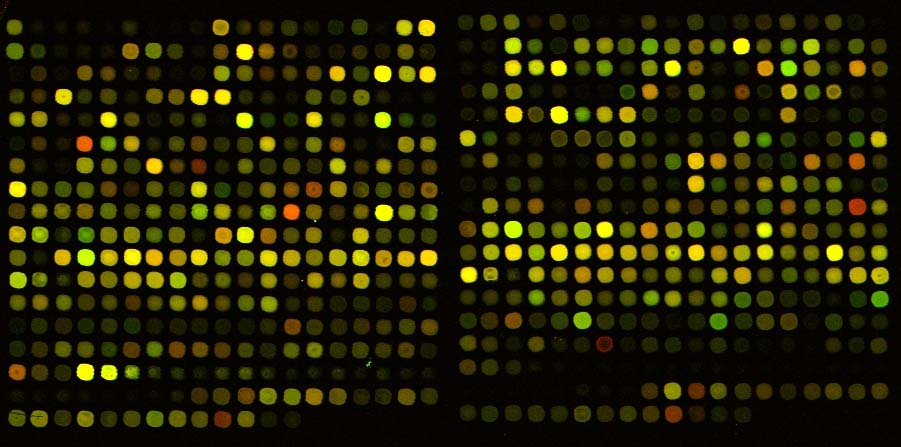
Fragment mikromacierzy dwukolorowej cDNA w powiększeniu

Różnego typu mikromacierze mają wiele zastosowań, z których najczęstsze to badanie ekspresji genów. Dzięki miniaturyzacji możliwe jest jednoczesne badanie wielu genów w próbce. Na powierzchni kilku cm2, w mikrometrowych odstępach, umieszczone są sondy pozwalające badać ekspresję nawet kilkudziesięciu tysięcy sekwencji jednocześnie.
Podobny format (bardzo wiele różnych odczynników testujących na niewielkiej powierzchni) do mikromacierzy DNA mają inne mikromacierze stosowane w badaniach biologicznych, medycznych i chemicznych (mikromacierze tkankowe, białkowe, przeciwciał, związków chemicznych).

## Rodzaje mikromacierzy
Ze względu na budowę sond:
- mikromacierze oligonukleotydowe (ang. oligo array) - na płytce naniesione są krótkie, na ogół 25-70 nukleotydowe sekwencje sond[3];
- mikromacierze cDNA (ang. cDNA array) - sondy znacznie dłuższe, zazwyczaj odpowiadające pełnym sekwencjom mRNA (co w praktyce oznacza zazwyczaj kompletną sekwencje wariantu genu, lub sekwencję EST)[4].

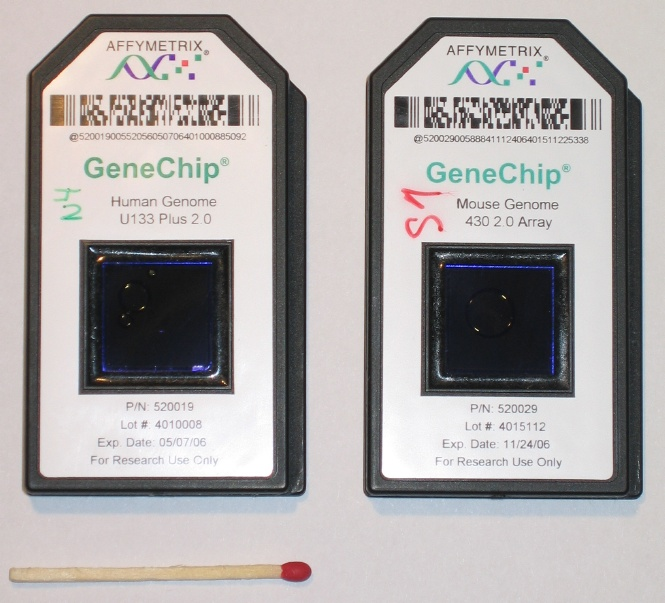
Mikromacierze oligonukleotydowe firmy Affymetrix

Ze względu na rodzaj wykrywanych sekwencji:
- mikromacierze do badania ekspresji genów
  - najczęściej stosowane - sondy w obrębie sekwencji mRNA
  - mikromacierze eksonowe (sondy to sekwencje eksonów)
  - mikromacierze pokrywające genom (ang. tiling array)-do badania ekspresji obszarów pozagenowych
  - mikromacierze do badania splicingu (ang. splicing array)- badanie ekspresji różnych form splicingowych tego samego genu
- mikromacierze do badania sekwencji genów (genotypowania)
  - mikromacierze SNP – odróżnianie jednonukleotydowych polimorfizmów DNA

## Zasada działania
Podstawą działania mikromacierzy jest, tak jak w tradycyjnej hybrydyzacji Southerna, komplementarność kwasów nukleinowych.
Mikromacierz zawiera sekwencje komplementarne do badanych sekwencji. Próbkę kwasu nukleinowego wyznakowuje się (jednym lub dwoma znacznikami fluorescencyjnymi) i hybrydyzuje z mikromacierzą. Cząsteczki wyznakowanego kwasu nukleinowego wiążą się do komplementarnych sekwencji. Obraz sczytuje się ilościowo (za pomocą lasera lub mikroskopu). Intensywność sygnału dla poszczególnych sond mikromacierzy jest proporcjonalna do ilości kwasu nukleinowego o danej sekwencji w próbce.
Intensywność sygnału dla pojedynczej sondy zależy również od siły wiązania kwasu nukleinowego z sondą, charakterystycznej dla danej sekwencji sondy.
W związku z tym ilościowo można porównywać jedynie sygnał dla tej samej sondy w różnych próbkach, natomiast porównywanie sygnału dla dwóch różnych sond jest nieuprawnione.
Dla mikromacierzy cDNA informację o względnej sile sygnału w dwóch próbkach otrzymuje się bezpośrednio z doświadczenia, gdyż z jedną mikromacierzą hybrydyzuje się dwie próbki, wyznakowane znacznikami o różnych kolorach. Dla mikromacierzy oligonukleotydowych wynik otrzymuje się w postaci bezwzględnej (każda mikromacierz mierzona osobno), ale zastrzeżenie o nieporównywaniu sygnału między sondami nadal obowiązuje.
Z mikromacierzami DNA hybrydyzuje się cDNA zsyntetyzowany na matrycy badanego RNA, cRNA uzyskany na podstawie cDNA lub DNA (dla mikromacierzy genotypujących).

## Schemat przebiegu doświadczenia
- zebranie próbki i izolacja RNA (standardowo kilka mikrogramów, zaawansowane techniki amplifikacji pozwalają użyć RNA z zaledwie kilkuset komórek)
- synteza cDNA na matrycy wyizolowanego RNA
- synteza wyznakowanego cRNA na podstawie cDNA (lub wyznakowanie cDNA)
- hybrydyzacja wyznakowanego kwasu nukleinowego z mikromacierzą
- płukanie mikromacierzy, w celu usunięcia niesparowanych sekwencji
- skanowanie obrazu mikromacierzy
- przekształcenie obrazu w zbiór danych wartości ekspresji dla każdej sondy

## Technologia wytwarzania mikromacierzy
Mikromacierze wytwarza się nanosząc na płytkę gotowe sondy lub syntetyzując je in situ. Pierwszą metodą produkuje się mikromacierze cDNA i można ją stosować do mikromacierzy oligonukleotydowych. Sondy przygotowuje się np. metodą PCR. Druga metoda służy wytwarzaniu mikromacierzy składających się z krótkich oligonukleotydów.

## Analiza danych
Dane z mikromacierzy trzeba poddać wstępnej obróbce. Składają się na nią:
- Analiza zeskanowanego obrazu – obliczenie intensywności sygnału dla każdej sondy
- Odjęcie sygnału tła
- Normalizacja danych – modyfikacja wartości ekspresji w celu dostosowania do całości eksperymentu lub do zamierzonego rozkładu, niezbędna dla porównywania intensywności między macierzami
- Podsumowanie danych – w macierzach oligo – podsumowanie wartości dla grup sond (ang. probeset). Może być wykonywane dla każdej grupy sond osobno (np. metoda MAS5) lub za pomocą globalnego modelu dla całego doświadczenia (np. metody RMA, plier)

Problemy z analizą danych z mikromacierzy polegają na ogromnej liczbie sond i badanych
genów (zazwyczaj ok. 10–30 tysięcy transkryptów, macierze eksonowe w 2006 r. zawierają 6 milionów sond). Jednocześnie liczba mikromacierzy użytych w eksperymencie jest stosunkowo nieduża (kilka – kilkadziesiąt).
Wynikowy zbiór danych poddaje się analizom, których metodologia wywodzi się ze statystyki i eksploracji danych. Zbiór danych z mikromacierzy ma małą liczbę równoległych obserwacji (pojedynczych mikromacierzy), ale pomiary wykonywane są dla ogromnej liczby sond – odpowiada to jednoczesnemu testowaniu tej liczby hipotez.
Metody obliczeniowe stosowane dla mikromacierzy pozwalają na takie analizy, jak:
- znajdowanie genów, różniących się ekspresją między próbkami (test T, SAM, Rank product, ANOVA)
- analiza zmian ekspresji w czasie
- klasyfikacja i grupowanie genów ze względu na profil ekspresji w próbkach (np. geny eksprymowane w tkance zdrowej i nowotworowej)
- klasyfikacja i grupowanie próbek ze względu na profil ekspresji genów (np. odróżnianie podtypów nowotworu)

Dodatkowy problem to niejednoznaczny stosunek sonda:gen. Z jednej strony, mRNA może hybrydyzować krzyżowo z sondą, która została zaprojektowana dla innego genu. Z drugiej strony, ze względu na niedoskonałość bibliotek EST używanych do projektowania mikromacierzy, niektóre warianty mRNA dla danego genu mogą pozostać niewykryte.
Wiele metod analizy mikromacierzy dostępnych jest w oprogramowaniu open source.
Jednym z najpopularniejszych pakietów jest BioConductor, napisany dla języka R.
Aby polepszyć porównywalność eksperymentów, postuluje się opisywanie eksperymentów na mikromacierzach za pomocą standardu MIAME oraz umieszczanie ich w powszechnie dostępnych repozytoriach.

## Konstruowanie eksperymentu z użyciem mikromacierzy
Ze względu na wysokie koszty liczba mikromacierzy w doświadczeniu jest zwykle niewielka – wiele doświadczeń odbywa się z użyciem kilku–kilkudziesięciu mikromacierzy. Wymusza to bardzo dokładne planowanie doświadczenia.
Każdą mikromacierz hybrydyzuje z tym samym RNA/cDNA (repliki) lub z inną próbką, w celu porównań.
Repliki stosuje się aby zwiększyć wiarygodność analizy statystycznej.

## Przykłady zastosowań
- Znajdowanie genów reagujących zmianą ekspresji na zmiany:
  - w środowisku (np. podanie leku)[2]
  - w genotypie (np. obecność transgenu)

- Znajdowanie genów, których ekspresja różni się
  - między tkankami
  - podczas rozwoju
  - w tkance chorej i zdrowej
  - między gatunkami.